# Rigny-la-Salle
Rigny-la-Salle è un comune francese di 394 abitanti situato nel dipartimento della Mosa nella regione del Grand Est.

## Società

### Evoluzione demografica
Abitanti censiti